# Lennart Rohdin
Sten Lennart Rohdin, född 1 maj 1947 i Uppsala, är en svensk tjänsteman och före detta  folkpartistisk politiker.
Lennart Rohdin, som är son till en skoldirektör, blev politices magister vid Uppsala universitet 1973, var förbundssekreterare i Folkpartiets Ungdomsförbund 1973–1974 , ordförande i Sveriges Ungdomsorganisationers Landsråd 1972–1974, generalsekreterare i European Federation of Liberal and Radical Youth 1975–1979 och ordförande i International Federation of Liberal and Radical Youth 1979–1981. Han tjänstgjorde vid Sveriges ambassad i Tokyo 1976 och i Bonn 1976–1979. Han var byrådirektör vid Statens invandrarverk 1979–1985, tjänsteman vid Ljusdals kommun 1985-1991, statssekreterare för invandrar- och flyktingfrågor 1991–1993 samt politisk sekreterare i Nordiska Rådets Mittengrupp 1999–2007. Rohdin var politiskt sakkunnig hos integrations- och jämställdhetsminister Nyamko Sabuni 2007–2010. Till årsskiftet 2012/13 var han chef för enheten för minoritetsfrågor vid Länsstyrelsen i Stockholms län med regeringens nationella uppdrag att följa upp politiken för de nationella minoriteterna.
Den 1 september 2016 utsåg kulturminister Alice Bah Kunkhe Lennart Rohdin till särskild utredare av den nationella minoritetspolitiken (Ku 2016:73).
Han var riksdagsledamot 1993–1998 för Gävleborgs läns valkrets. I riksdagen var han bland annat ledamot i försvarsutskottet 1994–1998 och ersättare i arbetsmarknadsutskottet, utrikesutskottet och socialutskottet. Han var ledamot i folkpartiets partistyrelse 1984–1997. Rohdin var ledamot av försvarsberedningen 1995–2006, minoritetsspråkskommittén 1996–1997, diskrimineringskommittén 2002–2006 samt Försvarets underrättelsenämnd 2000–2009. Han var ledamot av Exportkontrollrådet 2001–2014.
Rohdin var  ledamot av landstingsfullmäktige i Stockholm   2002–2014. Från 2007 var han även  förste vice ordförande i Storstockholms Lokaltrafik (SL). Sedan 2011 var han också förste vice ordförande i landstingets trafiknämnd samt i Waxholmsbolaget (WÅAB). Rohdin avgick från dessa uppdrag i februari 2013 efter en konflikt om skärgårdstrafiken och fortsatte utan partibeteckning som ledamot av landstingsfullmäktige till valet 2014.
Han var ordförande i Musik i Ljusdal 1988–2000 och i Ljusdals Bandyklubb 1989–1992. Han är sedan 2011 ordförande i det hösten 2011 bildade litterära sällskapet Sällskapet Gunnar Kieris Vänner.
Rohdin valdes 2015 till ordförande i Skärgårdens Trafikantförening. Han valde att lämna Liberalerna 2021, i samband med att Liberalerna valde att verka för en Moderatledd regering med stöd av Sverigedemokraterna.